# McArthur (Ohio)
Pour les articles homonymes, voir McArthur.
McArthur est une petite ville de l'État de l'Ohio, aux États-Unis.
Elle est le siège du comté de Vinton.

## Géographie
Selon les données du Bureau du recensement des États-Unis, McArthur a une superficie de 3,4 km² (soit 1,3 mi²) entièrement en surfaces terrestres.

## Démographie
McArthur était peuplée, lors du recensement de 2000, de 1 888 habitants.